# Tom Cleverley
Thomas William „Tom” Cleverley (n. 12 august 1989, Basingstoke, Anglia, Regatul Unit) este un fotbalist britanic retras din activitate, care a jucat pe post de mijlocaș la echipe ca Watford, Manchester United și Everton. Pe plan internațional, are prezențe la națională pentru Anglia U20⁠(d), Anglia U-21⁠(d), Regatul Unit U23⁠(d) și Anglia. După încheierea carierei, a devenit antrenor, și antrenează în prezent pe Watford FC.

## Statistica carierei

### Club
La 15 December 2013..
| Club                      | Season       | League  | League | Cup     | Cup    | League Cup | League Cup | Europe  | Europe | Other   | Other  | Total   | Total  |
| Club                      | Season       | Meciuri | Goluri | Meciuri | Goluri | Meciuri    | Goluri     | Meciuri | Goluri | Meciuri | Goluri | Meciuri | Goluri |
| ------------------------- | ------------ | ------- | ------ | ------- | ------ | ---------- | ---------- | ------- | ------ | ------- | ------ | ------- | ------ |
| Manchester United         | 2008–09      | 0       | 0      | 0       | 0      | 0          | 0          | 0       | 0      | 0       | 0      | 0       | 0      |
| Leicester City (împrumut) | 2008–09      | 15      | 2      | 0       | 0      | 0          | 0          | –       | –      | 0       | 0      | 15      | 2      |
| Watford (împrumut)        | 2009–10      | 33      | 11     | 1       | 0      | 1          | 0          | –       | –      | 0       | 0      | 35      | 11     |
| Wigan Athletic (împrumut) | 2010–11      | 25      | 4      | 0       | 0      | 0          | 0          | –       | –      | 0       | 0      | 25      | 4      |
| Manchester United         | 2011–12      | 10      | 0      | 0       | 0      | 1          | 0          | 3       | 0      | 1       | 0      | 15      | 0      |
| Manchester United         | 2012–13      | 22      | 2      | 4       | 1      | 1          | 1          | 5       | 0      | –       | –      | 32      | 4      |
| Manchester United         | 2013–14      | 13      | 1      | 0       | 0      | 2          | 0          | 3       | 0      | 1       | 0      | 19      | 1      |
| Manchester United         | Total        | 45      | 3      | 4       | 1      | 4          | 1          | 11      | 0      | 2       | 0      | 66      | 5      |
| Career total              | Career total | 118     | 20     | 5       | 1      | 5          | 1          | 11      | 0      | 2       | 0      | 141     | 22     |

Statistics correct as of 21 December 2013.

### Internațional
| Anglia | Anglia | Anglia |
| An     | Meciur | Goluri |
| ------ | ------ | ------ |
| 2012   | 6      | 0      |
| 2013   | 7      | 0      |
| Total  | 13     | 0      |

Statistici actualizate la 19 noiembrie 2013.

## Palmares

### Club
Leicester City
- League One (1): 2008–2009[7]

Manchester United
- Premier League (1): 2012–13
- FA Community Shield (2): 2011, 2013

### Individual
- Jucătorul anului al echipei Watford (1): 2009–2010[8]